# Johnny McDaid
Johnny McDaid, né à Derry, en Irlande du Nord, le 24 juillet 1976, est un chanteur, auteur-compositeur, guitariste et claviériste britannique, membre du groupe de rock indépendant Snow Patrol.

## Biographie
Johnny McDaid commence sa carrière musicale professionnelle en tant que chanteur et auteur-compositeur du groupe Vega4, actif de 1999 à 2008. Il rejoint ensuite le groupe Snow Patrol, d'abord en tant que musicien d'accompagnement pour l'album Fallen Empires (2011) et la tournée qui suit, puis en tant que membre à part entière.
Il collabore régulièrement avec d'autres artistes, comme Paul van Dyk pour le titre Time of Our Lives (2003), Example pour la chanson Say Nothing (2012), Ed Sheeran sur les albums x (2014), pour lequel il cosigne sept chansons, et ÷ (2017), où il en cosigne six, Robbie Williams pour la chanson Love My Life (2016), Pink pour la chanson What About Us (2017).
Il compose avec Gary Lightbody de Snow Patrol la musique des crédits du film Mary sorti en 2017.